# Алаколь (озеро, Фёдоровский район)
Алаколь (каз. Алакөл) — озеро в Фёдоровском районе Костанайской области Казахстана. Находится в 11 км к юго-западу от посёлка Костычевка.
По данным топографической съёмки, площадь поверхности озера составляет 1,27 км². Наибольшая длина озера — 1,9 км, наибольшая ширина — 0,9 км. Длина береговой линии составляет 4,9 км, развитие береговой линии — 1,2. Озеро расположено на высоте 202,8 м над уровнем моря.